# لوسین دوئو
لوسین دوئو (فرانسوی: Lucien Dehoux‎؛ ۱۸۹۰ – ۱۶ نوامبر ۱۹۶۴) ژیمناست هنری اهل بلژیک بود.